# Toma Paleologul
Toma Paleologul (n. 1409, Constantinopol, Imperiul Roman de Răsărit – d. 12 mai 1465, Roma, Statele Papale) a fost fiul împăratului bizantin Manuel al II-lea și fratele ultimului împărat bizantin, Constantin al XI-lea. După ocuparea otomană a Despotatului de Moreea în anul 1460, s-a refugiat la Roma.